# Ohridohauffenia minuta
Ohridohauffenia minuta is een slakkensoort uit de familie van de Hydrobiidae. De wetenschappelijke naam van de soort is voor het eerst geldig gepubliceerd in 1955 door Radoman.